# Бой
Боят е въоръжен сблъсък между военни части. Той е основна форма за тактически действия на войските и представлява организирано въоръжено стълкновение на съединенията, частите, подразделенията, корабите и летателните апарати на воюващите страни, което е съгласувано по цел, място, и време на ударите, огъня и маньовъра. Основната цел на боя е унищожаване (разгром) на противника и изпълнение на други задачи в ограничен район за кратко време. За воденето на бой войските заемат боен ред.

## Видове бой
Различават се няколко вида бой. Според характера на природната среда боят бива сухопътен, въздушен и морски. Съвременният бой на сухопътните войски има общовойскови характер, тъй като в него вземат участие всички родове войски. Основните видове общовойскови бой са настъпателния и отбранителния бой. Разновидност на настъпателния бой е срещния бой.